# Golianovo (Slovaquie)
Pour les articles homonymes, voir Golianovo.
Golianovo est un village de Slovaquie situé dans la région de Nitra.

## Histoire
Première mention écrite du village en 1156.

## Démographie

### Évolution de la population
| Année:               | 1994. | 2004.   | 2014.    | 2024.    |
| -------------------- | ----- | ------- | -------- | -------- |
| Nombre de personnes: | 1116  | 1196    | 1568     | 2029     |
| Différence:          |       | +7,16 % | +31,10 % | +29,40 % |

| Année:               | 2023. | 2024.   |
| -------------------- | ----- | ------- |
| Nombre de personnes: | 2007  | 2029    |
| Différence:          |       | +1,09 % |